# Highway (musikalbum)
Highway är ett musikalbum av den brittiska rockgruppen Free som utgavs i december 1970 av skivbolaget Island Records. Det var gruppens fjärde studioalbum och spelades in mycket snabbt i september 1970 som uppföljare till genombrottsalbumet Fire and Water och hitsingeln "All Right Now". Uppföljarsingeln "The Stealer" nådde plats 49 på Billboard Hot 100 i USA och nådde inte placering på UK Singles Chart i hemlandet. Gruppen fick där istället en hit med den fristående singeln "My Brother Jake".

## Låtlista
(låtar utan angiven upphovsman skrivna av Andy Fraser och Paul Rodgers)
1. "The Highway Song" (Fraser, Paul Kossoff) - 4:14
2. "The Stealer" (Fraser, Rodgers, Kossoff) - 3:14
3. "On My Way" - 4:04
4. "Be My Friend" - 5:45
5. "Sunny Day" - 3:07
6. "Ride on a Pony" - 4:17
7. "Love You So" (Rodgers, Simon Kirke) - 4:54
8. "Bodie" - 3:05
9. "Soon I Will Be Gone" - 3:01

## Listplaceringar
- Billboard 200, USA: #190[2]
- UK Albums Chart, Storbritannien: #41[3]
- Tyskland: #43[4]